# 石塘镇 (云和县)
石塘镇是中国浙江省丽水市云和县下辖的一个镇。石塘镇居云和县域东北，山水交融，人杰地灵。北接丽水市莲都区，西毗松阳县，素有“云和东大门”之称。浙江第二大河瓯江干流贯穿全境，全镇下辖34个行政村，148个自然村，206个村民小组，总人口1.5万，常住人口0.83万，区域面积178.9平方公里，镇政府驻地石塘坑村西滩头。丽龙高速穿境而过，53省道（丽浦线）纵贯全境。地形以低山丘陵为主，地势东部向西北峡谷倾斜，属山川河湾地带，主要分布在石塘水库和玉溪水库两大库区沿岸。

## 历史沿革
1. 石塘镇原属丽水元和乡，明景泰年建云和县由丽水县划归云和县，据记载在清朝同治年间石塘属八都。
2. 民国17年（1928），属龙亭区和联合村。民国20年，改龙和乡。民国24年，龙和、龙门、东平3乡合并，建立石塘镇，石塘镇至此出现，民国28年，撤并石塘镇、北溪、长顺2乡，建立小顺镇。民国29年，小顺镇分设石塘乡。
3. 建国后，分置双溪、石塘、小顺、北溪4乡，1951年6月，双溪乡从石塘乡分设，驻地规溪村，1958年5月，撤销云和县并入丽水县。10月，改为双溪、小顺管理区，分属丽云、云和人民公社。1961年9月，改为双港、小顺人民公社。1962年4月，复建云和县，小顺人民公社属云和区。1984年，实行政社分设，建立乡人民政府。1984年11月，丽水地区行政公署发文同意双港乡划归云和县。1992年5月，撤并双港、小顺2乡，建立石塘镇。2011年9月，云和县进行乡镇合并，朱村乡合并入石塘镇。
4. 民国27年（1938），浙江铁工厂（兵工厂）在小顺建立总厂后，各界爱国人士相继云集小顺，如著名画家潘天寿在小顺国立英士大学（现中国美院前身）执教。省政府主席黄绍竑在小顺建起别墅。左翼作家冯雪峰从江西上饶集中营出来后也到小顺疗伤和写作。
5. 1939年4月2日，时任中共中央政治局委员、中央军委主席的周恩来以国民政府军事委员会政治部副主任的公开身份，在省府主席黄绍竑陪同下，视察了小顺村铁工总厂。并为全厂工人作了 “工人顶天立地”为题的抗日演讲，同年十月，“民族旗帜、华侨领袖”陈嘉庚率团慰问铁工厂。
6. 1988年，由于石塘水库建设，原小顺村被水库淹没，浙铁总厂原址也消失殆尽，仅留下周恩来视察小顺浙江铁工总厂纪念碑供后人瞻仰，黄绍竑别墅、冯雪峰旧居遗址犹存。[2][3]

## 行政区划
2011年9月云和县行政区划调整，朱村乡并入石塘镇，合并后石塘镇：辖石塘、双港、规溪、下坑、上坪、滩下、石塘坑、张庄、高定、叶村坪、坪地、小顺、横山头、岭脚、北溪、黄庄、大源口、麻厂、长汀、高畲、朱村、金山下、张兰、联合、泉溪、张川、桑岭、石门坑、金村、石水缸、大岗山、南坑、竹子坪、杨村34个行政村，西滩头等自然村，合并后常住人口0.83万，面积178.9平方公里。镇政府驻地西滩头村。是云和县的移民大镇和少数民族重点乡镇，移民人口2000多人，少数民族村6个。。
浙江第二大河流瓯江贯穿全境。

## 经济状况
2011年，全镇实现工农业总产值3.7亿元，其中工业总产值约2.93亿元，农业总产值8187万元，农民人均纯收入7756元。全镇耕地面积11906亩，山林总面积250425亩，其中重点生态公益林131704亩。
2011年完成粮食播种面积12858亩，亩产323公斤，粮食总产量4151吨；种植茶叶19477亩，产量546.8吨；种植板栗14480亩，产量1350吨；发展水果2682亩，产量1171.8吨；发展蔬菜2850亩，总产量3643.7吨；发展袋料、木耳473.6万袋，产量705吨。
全镇工业以阀门铸造、木制品加工和小水电为主，共有工业企业90余家，其中规上企业10家。

## 特产
农业主产水稻，盛产油茶子。有县木本油料和板栗基地，出是网箱养殖基地，黑木耳、香菇、茶叶也是该镇特产。

## 主要建筑
辖区内有浙江省第二大水电站—石塘水电站建于石塘村西，总装机容量8万千瓦，最大坝高：39米，年均发电量：2亿度，于1985-7-1开工建设，1990-2-1竣工发电，石塘水电站是中国国内第一个通过招投标方式进行的水电站。石塘水电站是中国第一个采用全自主研发的发电设备进行装机的水力发电站。

## 旅游及名胜
1. 石塘峡位于石塘镇镇政府所在地石塘坑村，石塘峡瓯江上游龙泉溪的一级支流，它起源于莲都区峰源乡的海拔900多米的大山峰山系，经莲都流入云和县的石塘镇张庄村和石塘坑村，于西滩头村注入龙泉溪中，河口高程只有79米。石塘坑全长有16公里，流域面积达38平方公里。峡谷、奇石、山泉、湖泊、溪流、野花野草，移步易景，峰峰相连，谷谷相抱，串接成旷古的石塘峡。石塘峡是江南极其罕见的火山大峡谷，景区内植被繁密，弯弯曲曲的幽谷中，密布着“翡翠湖”、“万年龟”、“情人居”、“石龙谷”、“三叠石”、“一线天”等一个个景点。
2. 石塘水电站建成后形成浙江省第二大人工湖云和湖，湖长90公里，水域面积50多平方公里，总库容14亿立方米，为浙江省第二大人工湖，2000年宋城集团介入湖区旅游开发，总投资3.5亿元，云和湖紧靠丽龙公路，交通便利，水面辽阔，湖湾众多，曲折多变，水体明净，水色澄碧，山影明秀，烟波浩淼，仍保留着浙江瓯江的自然特色风光，云和湖以狭长著称，延绵90公里，曲折多变，湖区以森林湖泊为主，集洞府飞瀑、民族风情、名胜古迹、稀有动植物于一体，云和湖水由于湖坝的高差产生上下湖水温的明显差异，在早晨即会有层层浓雾笼罩在湖面上，远看似云海般，故有“云和湖奇雾”之美誉。。
3. 云和湖旅游度假区小顺景区项目位于石塘镇小顺村，53省道和丽龙高速穿境而过，交能方便。项目规划用地总面积约1000亩(水域面积约400多亩)，一期规划用地180亩，建设占地面积为19.9亩(其中住宅用地6亩，旅游休闲用地13.9亩);二期建设占地面积为127亩(其中住宅用地60亩，旅游休闲用地67亩)。景区建设总投资约1.5亿，其中一期投资6500万元，二期投资8500万元。景区主要建设内容有以正屏山为核心的滨水休闲带、综合接待区、休闲小木屋、窑洞宾馆酒店公寓、周恩来纪念亭、南宋古墓遗址、摄影采风会所、长汀风情区、龙石水寨区、生态度假区、旅游集散中心、景观房产、旅游配套设施等，将建设成为集休闲度假、水上运动、自然垂钓、观光、游览为一体的休闲度假景区。
4. 冯雪峰旧居位于石塘镇湖滨村。抗战时期，冯雪峰从上饶集中营脱险辗转到小顺村，在小顺村创作了一大批抗战材料。2008年修复旧居，陈列着冯雪峰在小顺期间使用过的物品和一批著作。

## 特别历史
抗日战争期间，浙江铁工厂建在小顺村，1939年4月3日，周恩来曾到厂视察。